# Батак (село)
Батак (болг. Батак) — село в Болгарии. Находится в Великотырновской области, входит в общину Павликени. Население составляет 946 человек.

## Политическая ситуация
В местном кметстве Батак, в состав которого входит Батак, должность кмета (старосты) исполняет Христо Милков Радоев (Болгарский земледельческий народный союз (БЗНС)) по результатам выборов.
Кмет (мэр) общины Павликени — Ангел Иванов Генов (коалиция в составе 2 партий: политический клуб «Экогласность», Земледельческий союз Александра Стамболийского (ЗСАС)) по результатам выборов.